# Zarudzie (rejon dubieński)
Zarudzie (ukr.  Заруддя) – wieś na Ukrainie w rejonie dubieńskim obwodu rówieńskiego.
W 2001 roku liczyła 471 mieszkańców.